# Tui Island
Tui Island ist eine Insel in der Region West Coast auf der Südinsel von Neuseeland.

## Geographie
Die Insel ist Teil der Totara Lagoon an der Westküste der Südinsel und befindet sich rund 18 km südwestlich von Hokitika. Sie hat eine Länge von rund 1,37 km in Nordost-Südwest-Richtung und misst an ihrer breitesten Stelle rund 276 m in Nordwest-Südost-Richtung. Ihre Flächenausdehnung beträgt rund 30,5 Hektar. Die flache, teilweise mit Bäumen bewachsene Insel wird von der westlich von ihr liegenden Halbinsel Cashmere Island und dem Sandstrand der Landzunge von der Tasmansee getrennt. Südwestlich von Tui Island erstreckt sich in einem Abstand von rund 80 m Frenchies Island, die ebenfalls Teil der Lagune ist.